# Станислав Недков
Станислав Недков, известен и като Стъки, е български състезател по смесени бойни изкуства (ММА), политолог и философ. 
Той е президент на Българската федерация по ММА от началото на 2014 г. През септември 2015 е избран и за президент на Балканската федерация по ММА.
През 2019 г. е избран за Председател на Комисията за развитие на деца до 18 г. към Световната федерация по ММА – IMMAF. През същата година е избран и за член на Дисциплинарната комисия към IMMAF.
Магистър по политология, дипломация и национална сигурност, бакалавър по философия от Великотърновския университет „Св. св. Кирил и Методий“.
През ученическите и младежки години е многократен медалист от национални и международни състезания по свободна борба.
През 2005 година става национален шампион по граплинг. През април 2006 година става Европейски шампион по граплинг.

## Смесени бойни изкуства – ММА
През 2006 г., две седмици след европейската си титла по граплинг, изиграва първия си мач по смесени бойни изкуства. Стартира ММА кариерата си с успех – побеждава с ТКО (технически нок-аут) за 01:40 мин. в първи рунд българския ветеран Илиян Илиев. Тази победа е само началото – за по-малко от 3 години изиграва 16 мача, като постига победи във всичките.
- 2008 година – взема черен колан по BJJ
- декември 2008 година – поканен да се бие в японската бойна организация Pancrase. В столицата Токио за 01:35 мин. в първи рунд побеждава с технически нокаут японеца Masayuki Kono
- Поканен е в най-голямата ММА организация в Япония SENGOKU, като през май 2009г отново в Токио побеждава с технически нокаут в трети рунд (00:42 мин.) бившия световен шампион – американеца Travis Wiuff (54 победи – 12 загуби).
- ноември 2009 година – пак в Токио, Япония успява да победи със съдийско решение Kevin Randleman „The Monster“ (17-14-0) – обявен от мнозина специалисти за най-силния физически ММА боец в света и бивш световен шампион в UFC.

UFC кариера
През май 2010 година Стъки подписва договор с най-голямата и престижна организация за смесени бойни изкуства в света – UFC (Ultimate Fighting Championship), базирана в Лас Вегас, САЩ.
Паметна за българските бойни изкуства е датата 27 август 2011 година – UFC дебютът на Стъки в Рио де Жанейро, Бразилия, където пред 16 000 души побеждава бразилеца Луиз Кейн с технически нокаут. Този успех остава в историята като първата победа на българин в UFC.
На 10 ноември 2012 година в Макао,Китай Недков се изправя срещу легендарния боец Тиаго Силва. Стъки доминира в първите 2 рунда, но губи в третия със събмишън (arm-triangle choke). На 21 ноември 2012 година излиза резултатът от допингтеста на Тиаго Силва. Взетата в деня на мача допингпроба се оказва положителна. Резултатът от мача се анулира и срещата се обявява като „несъстояла се“.
На 16 февруари 2013 година е дебютът на Станислав Недков в средна категория. На “Уембли Арена” Стъки се изправя срещу англичанина Том Уотсън. Въпреки че битката е обявена за “най-добър мач” Недков губи във втори рунд.
Българска федерация по ММА
В началото на 2014 година по идея на Станислав Недков е учредена Българската федерация по ММА (смесени бойни изкуства), на която той е избран за президент. В момента на учредяване в БФ ММА членуват 7 клуба. Само две години по-късно клубовете на федерацията вече са 33.
Хронология на ММА срещите
| Резултат     | Рекорд     | Опонент          | Метод        | Състезание                              | Дата       | Рунд | Време | Локация                  | Бележки                                                                                          |
| ------------ | ---------- | ---------------- | ------------ | --------------------------------------- | ---------- | ---- | ----- | ------------------------ | ------------------------------------------------------------------------------------------------ |
| Загуба       | 12 – 1 (1) | Том Уотсън       | ТКО          | UFC on Fuel TV                          | 16.02.2013 | 2    | 4:42  | Лондон, Великобритания   | Дебют в средна категория.                                                                        |
| Несъстоял се | 12 – 0 (1) | Тиаго Силва      | Несъстоял се | UFC on Fuel TV                          | 10.11.2012 | 3    | 1:45  | Макау, Китай             | Загуба от Тиаго, но резултатът се променя, след като Силва се проваля на допинг тест.            |
| Победа       | 12 – 0     | Луиз Кейн        | ТКО          | UFC 134                                 | 27.08.2011 | 1    | 4:13  | Рио де Жанейро, Бразилия | Първа българска победа в най-престижната ММА организация в света UFC                             |
| Победа       | 11 – 0     | Аугустин Хелгиу  | Събмишън     | BMMAF: Warriors 13                      | 21.05.2010 | 1    | 2:14  | София, България          |                                                                                                  |
| Победа       | 10 – 0     | Кевин Ранделман  | Решение      | World Victory Road Presents: Sengoku 11 | 07.11.2009 | 3    | 5:00  | Токио, Япония            | Победа над бившия Световен шампион на UFC и една от легендите в ММА американеца Кевин Ранделман. |
| Победа       | 9 – 0      | Травис Виуф      | ТКО          | World Victory Road Presents: Sengoku 8  | 02.05.2009 | 3    | 0:42  | Токио, Япония            |                                                                                                  |
| Победа       | 8 – 0      | Масаюки Коно     | ТКО          | Pancrase: Shining 10                    | 07.12.2008 | 1    | 1:35  | Токио, Япония            |                                                                                                  |
| Победа       | 7 – 0      | Аделин Люцканов  | Събмишън     | ММА България                            | 19.10.2007 | 1    | N/A   | Велико Търново, България |                                                                                                  |
| Победа       | 6 – 0      | Гоце Сандовски   | Решение      | Shooto: България                        | 06.10.2007 | 2    | 5:00  | Пловдив, България        |                                                                                                  |
| Победа       | 5 – 0      | Янко Колев       | Събмишън     | Shooto: България                        |            | 1    | 2:38  | Пловдив, България        |                                                                                                  |
| Победа       | 4 – 0      | Камен Георгиев   | ТКО          | Shooto: България                        | 12.05.2007 | 1    | 2:11  | Пазарджик, България      |                                                                                                  |
| Победа       | 3 – 0      | Владимир Шуманов | Събмишън     | Ichigeki: България                      | 25.05.2007 | 1    | 1:16  | Варна, България          |                                                                                                  |
| Победа       | 2 – 0      | Красимир Бончев  | ТКО          | Нощта на шампионите                     | 17.11.2006 | 1    | 0:33  | Хасково, България        |                                                                                                  |
| Победа       | 1 – 0      | Илиян Митев      | ТКО          | ММА България                            | 08.04.2006 | 1    | 1:42  | Велико Търново, България |                                                                                                  |

## Семеен живот
През лятото на 2010 година Станислав Недков се жени за Юлияна Дончева (телевизионна водеща, бизнес дама). През 2014 година се ражда синът им Станислав Недков (Младши).